# Еритрејска католичка црква
Еритрејска католичка црква (лат. Ecclesia Catholica Erythraea; тигр. ኤርትራዊት ቤተ ክርስቲያን) је митрополитанска sui iuris источна католичка помесна црква са седиштем у Асмари у Еритреји. Основана је 2015. године одвајањем њене територије од територија Етиопске католичке цркве и успостављањем на тој територији нове митрополитанске источне католичке цркве sui iuris. Следи гиз облик александријског литургијског обреда. Њен званични назив је „Асмара митрополитанска sui iuris црква“.
Као и остале источнокатоличке цркве, Еритрејска католичка црква је у пуној заједници са Светом столицом. Држи се христолошке дефиниције која је прихваћена на Халкидонском сабору и прихвата универзалну јурисдикцију папе. Ове тачке је разликују од Еритрејске православне тевахедо цркве, која је древноисточна црква која обухвата већину хришћана у земљи. Попут Еритрејске православне тевехедо цркве, Еритрејска католичка црква следи етиопски литургијски обред на језику Ге'ез (гиз), семитском језику који је пре неколико векова изашао из уобичајене употребе. Овај обред заснован је на литургији Коптске цркве.

## Историја

### Пре 20. века
Ђустино де Јакобис, италијански лазаристички свештеник, је 1839. године стигао је као мисионар у подручје које је данас Еритреја и северна Етиопија. Радије је примењивао локални литургијски обред на геез језику него римски обред на латинском. Привукао је знатан број локалних свештеника и лаика да уђу у потпуну заједницу са Католичком црквом. Умро је 1860. године на Халају, близу Хеба, у данашњој Јужној административној регији Еритреје.
Италија је 1869. почела да окупира Еритреју и 1890. прогласила је колонијом Краљевине Италије, подстичући имиграцију Италијана. С обзиром на промењену ситуацију, Света столица је 19. септембра 1894. године установила Апостолску префектуру Еритреје, поверену италијанским капуцинерима, уклањајући тако Еритреју са територије Апостолског викаријата Абисиније којим су управљали лазаристи, који су били претежно Французи. Следеће године гувернер колоније протерао је преостале лазаристичке свештенике због неосноване сумње да су подстицали оружани отпор.
Већина локалног становништва које је постало католицима било су припадници Коптске православне цркве, чији је етиопски део постао Етиопска православна тевехадо црква средином 20. века, када јој је Кирил VI, папа Коптске православне цркве александрије доделио сопственог патријарха. Они су држали обреде те цркве на древном литургијском језику ге'ез, што је створило католичку заједницу етиопског обреда.

### Прва половина 20. века
Света столица је апостолску префектуру Еритреје подигла у статус апостолског викаријата (на чијем је челу био викарни епископ) 1911. године. Поред тога, 4. јула 1930. године успостављен је Еритрејски ординаријат етиопског обреда, чиме су ови католици изузети из надлежности тада много већег викаријата Латинске цркве. Отац Кидане-Марјам Цасса, који је од 1926. био њихов провикар у Викаријату, именован је њиховим ординаријом и 3. августа 1930. постављен је за викарног епископа Тибариса у капели Папског етиопског колеџа у Ватикану. У то време они су бројали мање од 3% становништва Еритреје.
Већи значај Латинског викаријата у то доба огледа се у импресивној цркви посвећеној Госпи од бројанице која је завршена 1923. године као седиште апостолског викаријата. Након гашења викаријата 1995. године, и даље се назива „катедрала“.

### Уједињење са Етиопијом
Почетком четрдесетих година прошлог века скоро 28% становништва италијанске Еритреје, која је била део италијанске источне Африке од 1936. године, су билу католици; углавном Италијани и чланови Латинске цркве. Изразит је пад броја присутних Италијана након завршетка Другог светског рата, када је Еритреја испрва била под британском војном управом. Британски попис становништва 1949. показао је да је Асмара, главни град, имала само 17.183 Италијана од укупног броја становника од 127.579. Одлазак Италијана се додатно убрзао када је Еритреја потпала под етиопску власт крајем 1950. године. Однос између Латинског викаријата и Етиопског ординаријата био је на тај начин преокренут. Ординаријат Еритреје је, 31. октобра 1951. године, подигнут на ниво егзархата (источни еквивалент викаријата) под именом Апостолски егзархат Асмаре, у исто време када је створен и Апостолски егзархат Адис Абебе. Дана 25. јула 1959. године, име Латинског викаријата Еритреје, који је упркос знатно смањеном броју верних задржао свој чин, промењено је у Апостолски викаријат Асмаре. Међутим, након што се четврти и последњи бискуп, који је био викар апостолски из Асмаре, повукао 2. јуна 1974. године, Викаријатом је управљао капуцинерски свештеник Луца Милеси, који је постао бискуп тек када је Викаријат укинут 1995. и именован првим епархом Барентуа.
Етиопска католичка црква је 28. фебруара 1961. године основана као митрополитанска sui iuris црква, коју чине Архепархија Адис Абебе и две суфраганске столице, од којих је једна била Асмара, док је друга била новостворена Етиопска католичка епархија Адиграта (раније апостолска префектура у Тиграју).
Еритрејски рат за независност је започео касније те године, а завршио се 1991. године еритрејском победом.

### У независној Еритреји
Дана 21. децембра 1995. године, под папом Јованом Павлом II, делови Епархије Асмаре постали су две нове епархије са седиштем у Керену и Барентуу. Укинут је знатно смањени апостолски викаријат Асмаре. Стога је једина јурисдикција Католичке цркве у Еритреји биле она Етиопске католичке цркве, чинећи Еритреју једином земљом у којој су сви католици, укључујући чланове Латинске цркве, поверени на бригу источним католичким епископима. 
Дана 24. фебруара 2012. године, папа Бенедикт XVI створио је четврту епархију са седиштем у Сегхенејтију са територијом одузетом из тадашње епархије Асмаре.
Дана 19. јануара 2015. године, под папом Фрањом, Еритрејска католичка црква подигнута је као аутономна митрополитанска црква sui iuris са Асмаром као митрополитанским седиштем, а остале три еритрејске епархије су проглашене суфраганима, одвајајући је од Етиопске католичке цркве, чија је митрополитанска столица тако остала са само три суфрагана.

## Епархије
У земљи постоје четири епархије (епископије):
- Митрополитанска столица је Архиепархија Асмара[21]
- Епархија Баренту са верницима који у великој мери потичу из народа Кунама[22]
- Керенска епархија са највећим процентом локалног становништва (скоро 12%) и са верницима који потичу углавном из народа Билен[23]
- Епархија Сегхенејти у Јужној административној регији земље.[24]

## Статистика 2016. године
| Епархија       | Асмара | Баренту | Керен  | Сегхенејти | Укупно  |
| -------------- | ------ | ------- | ------ | ---------- | ------- |
| Католика       | 31.850 | 45.580  | 49.538 | 35.560     | 162.528 |
| Епископа       | 2      | 1       | 1      | 1          | 5       |
| Парохија       | 59     | 13      | 44     | 34         | 107     |
| Свештеника     | 20     | 7       | 51     | 25         | 103     |
| Свештеномонаха | 316    | 20      | 22     | 37         | 395     |
| Монаха         | 602    | 22      | 63     | 90         | 777     |
| Монахиња       | 498    | 35      | 81     | 105        | 719     |
| Сталних ђакона | 2      | 0       | 0      | 0          | 2       |
| Богослова      | 208    | 9       | 24     | 13         | 254     |

## Односи са владом Еритреје
Од 2004. године, Стејт департмент Сједињених Америчких Држава више пута наводи државу Еритреју као земљу од посебне забринутости у погледу верских слобода. Међутим, указује се на то да се Католичкој цркви дају неке услуге, ограничене бројем и обимом, које се не дају другим верским заједницама, на пример: „дозвола да угости неко свештенство у посети; да прими средства од Свете столице; да путује у верске сврхе и да добију изузећа од националне службе за студенте богословије и монахиње". Национална служба се тражи од већине Еритрејаца, мушкараца и жена, између 18 и 40 година, или у пракси 50 или више година, и често је на неодређено време.
Католички бискупи издали су 25. маја 2014. године, 23. годишњицу независности државе, пасторално писмо које су неки сматрали критичним према влади. Енглески превод документа, чији је оригинал на тигрињском језику, протеже се на 17 страница. Владике су говорили о емиграцији многих младих Еритрејаца који ризикују своје животе у нади да ће емигрирати у друге земље. Поновили су оно што су написали 2001. године: „Нико не оставља земљу млека и меда да би потражио другу земљу која нуди исте могућности. Ако је нечија домовина место мира, посла и слободе изражавања, нема разлога оставити га да трпи невоље, усамљеност и изгнанство у настојању да прилику потражи негде другде “. Такође су говорили о „заблуди која је настала као резултат непостизања предложених циљева, бескорисности властитих тежњи, гледању у далеке земље као јединој алтернативи за самоиспуњавање, све већи број људи доводи до фрустрације и очајања. Налазе се како гледају у хоризонт који постаје увек мрачнији и тежи. Уз то и распад породичне јединице у земљи - кроз војну службу неограничену у погледу времена и новчане награде и кроз затварање многих младих у затворе или у логорима - излаже беди не само старије родитеље без видљивих средстава за издржавање, већ и читаве породице и има озбиљне последице на економском, као и на психолошком и менталном нивоу “.
Еритрејска агенција TesfaNews довела је у питање искреност епископа и протумачила информације које је пружио WikiLeaks као наговештавање да је архиепарх Асмаре "потврђени, антивладин и верски лидер и противник националне службе који борави у главном граду Асмари".